# Diego de Esquivel y Jaraba
Diego de Esquivel y Xaraba (Cuzco, 26 de julio de 1638 - 1708) fue un noble criollo y funcionario colonial en el Virreinato del Perú. Primer Marqués de San Lorenzo del Valleumbroso.

## Biografía
Hijo de Rodrigo de Esquivel y Cáceres y de María Jaraba y Arnedo, el joven Diego cursó estudios en el Seminario de San Antonio Abad. Habiendo sentado plaza en el Regimiento de Milicias, fue reconocido como capitán de infantería.
Fue nombrado corregidor de Canas y Canchis y regidor perpetuo del Cuzco, cuyos vecinos lo eligieron alcalde en tres oportunidades (1660, 1665 y 1680). Representó a su ciudad en la embajada que dio la bienvenida al virrey Conde de Lemos (1667).
Nuevamente en el Cuzco, fue herido a mansalva por haber reclamado legalmente la posesión de los bienes de un menor sujeto a su tutela y haber disgustado a Martín de la Riva Herrera, que entonces los retenía. Honrado con el hábito de caballero de la Orden de Santiago (25 de mayo de 1680) y el título marquesal (26 de marzo de 1687).
El Cabildo del Cuzco lo nombró procurador general de la ciudad (1694), y le encargó recibir el edificio y las instalaciones de la Casa de Moneda (1700), que debían ser restauradas. Ante la muerte del corregidor José de la Torre Vela, asumió el cargo de justicia mayor de manera interina (1701).

## Matrimonio y descendencia
Se casó en el Cuzco, en 1669, con la dama charqueña Guiomar de Navia Salas y Valdés, hija del magistrado Diego de Navia Bernaldo de Quirós, oidor de la Real Audiencia de Charcas y de la cusqueña Ana Ángela Salas y Valdés, con quien tuvo la siguiente descendencia:
1. Diego de Esquivel y Navia, II marqués de San Lorenzo del Valleumbroso, con sucesión.
2. María Rosa de Esquivel y Navia, casada con Francisco de Zavala y Villela, con sucesión.

| Predecesor: Diego de Peralta Cabeza de Vaca      | Alcalde ordinario del Cuzco Primer voto 1658  | Sucesor: Fernando de Vera y Zúñiga     |
| Predecesor: Fernando de Vera y Zúñiga            | Alcalde ordinario del Cuzco Primer voto 1660  | Sucesor: Diego de Loayza y Zárate      |
| Predecesor: Juan Riquelme de Quirós              | Alcalde ordinario del Cuzco Primer voto 1665  | Sucesor: Diego Gutiérrez de los Ríos   |
| Predecesor: Antonio de Zea                       | Alcalde ordinario del Cuzco Primer voto 1680  | Sucesor: Pedro de Avendaño y Zúñiga    |
| Predecesor: José de Peralta Solier y de los Ríos | Alcalde ordinario del Cuzco Primer voto 1699  | Sucesor: Juan de Valdés y Cabrera      |
| Predecesor: José de la Torre Vela                | Corregidor del Cuzco Justicia mayor 1701-1702 | Sucesor: Fernando de la Fuente y Rojas |
| Predecesor: Francisco Antonio de Castro          | Alcalde ordinario del Cuzco Segundo voto 1707 | Sucesor: Juan de Valdés y Cabrera      |